# Epipremnum giganteum
Epipremnum giganteum (Roxb.) Schott – gatunek wieloletnich, wiecznie zielonych pnączy z rodziny obrazkowatych, pochodzących z obszaru od Indochin do Malezji, zasiedlających górskie skały kwarcowe, wapienie i marmury na zboczach wzgórz i klifach, lasy górskie i podgórskie, plantacje palm olejowych na aluwiach bogatych w żelazo, wilgotne lasy równikowe oraz śródleśne bagna, na wysokości od 90 do 170 m n.p.m.

## Morfologia
PokrójBardzo duże do gigantycznych liany o długości do 60 metrów. Rośliny młodociane tworzą niewielkie naziemne kolonie.
ŁodygaU dorosłych roślin łodyga osiąga 1–3,5 cm średnicy. Międzywęźla osiągają długość od 1,5 do 20 cm i przedzielone są wyraźnymi bliznami liściowymi. Starsze pędy zdrewniałe, wyjątkowo skorkowaciałe, brązowe.
KorzenieKorzenie czepne rzadko położone na łodydze. Korzenie powietrzne często bardzo długie, wolne, korkowaciejące.
LiścieKatafile i profile szybko obsychające i odpadające. Liście właściwe rozmieszczone są równomiernie. Ogonki liściowe o długości od 33 do 62,5 cm i średnicy do 2 cm, tworzące pochwę liściową. Blaszki liściowe o wymiarach 5,5–120×8,5–50 cm, całobrzegie, podłużno-eliptyczne, lekko sierpowate, niemal spiczaste, o niesymetrycznej, zaokrąglonej nasadzie.
KwiatyRośliny tworzą pojedynczy (rzadziej więcej) kwiatostan typu kolbiastego pseudancjum, który wyrasta z pochwy liściowej. Pęd kwiatostanowy o długości od 5 do 8 cm, jasnozielony. Pochwa kwiatostanu łódkokształtna, krótko haczykowato zakończona, osiągająca długość 33,5 cm, z zewnątrz zielona, wewnątrz woskowo-sina do głęboko żółtej. Kolba o wymiarach 15,5–28,5×1,5–4,5 cm, siedząca, cylindryczna, pomarańczowa. Kwiaty o średnicy od 2,5 do 4 mm, obupłciowe. Zalążnie o wymiarach 3–10×2,5–4 mm, eliptyczne, wierzchołkowo spłaszczone, jednokomorowe, zawierające 2 zalążki. Szyjki słupków o długości do 10 mm, trapezoidalne, masywne, spłaszczone wierzchołkowo, zakończone równowąskim znamieniem o wymiarach około 0,8–3×0,1–0,5 mm. Pręciki 4 na kwiat, o spłaszczonych nitkach o długości 1 mm i wąsko eliptycznych główkach o wymiarach 2×0,75–1 mm.
OwoceJanozielone, a po dojrzeniu pomarańczowe jagody. Nasiona o wymiarach około 5×2 mm, lekko zakrzywione, jasnobrązowe.